# 1964년 미국 하원의원 선거
1964년 미국 하원의원 선거는 1964년 11월 3일 미국에서 치러진 하원의원 선거로, 같이 치러진 대선에서 민주당의 린든 존슨 대통령이 재선에 성공한 데 힘입어 민주당이 과반을 차지하였다.

## 선거 결과

### 정당별 선거 결과
의석수
| 정당   | 의석수 |
| ------ | ------ |
| 민주당 | 295석  |
| 공화당 | 140석  |
| 합계   | 435석  |

득표
| 정당              | 득표수     | 득표율 |
| ----------------- | ---------- | ------ |
| 민주당            | 37,643,960 | 57.1%  |
| 공화당            | 27,916,576 | 42.4%  |
| 뉴욕자유당        | 132,497    | 0.2%   |
| 보수당            | 45,665     | 0.1%   |
| 사회주의 노동자당 | 3,710      | 0.006% |
| 기타              | 21,375     | 0.03%  |
| 무소속            | 115,403    | 0.2%   |
| 총합              | 65,879,186 |        |